# Jean Thomazeau
Jean Thomazeau (* 20. Juli 1949 in Jonzac) ist ein ehemaliger französischer Radrennfahrer und nationaler Meister im Radsport.

## Sportliche Laufbahn
Als Amateur wurde er 1970 nationaler Meister im Straßenrennen vor Raymond Martin. 1969 hatte er das traditionsreiche Eintagesrennen Paris–Troyes vor Yves Hézard gewonnen. 1971 siegte er in der Tour de la Charente Maritime. Er fuhr die Tour de l’Avenir 1972, konnte sich jedoch nicht auf einem vorderen Rang platzieren.